# Comizio
Il Comizio (in latino Comitium) era il centro politico di Roma, situato nel Foro Romano. Qui si svolgevano le più antiche assemblee dei cittadini (comizi curiati). Oggi ne sono visibili solo pochi resti, dopo le trasformazioni dell'epoca cesariana e augustea che lo fecero sparire. Anticamente occupava l'angolo nord-occidentale del Foro, tra la basilica Emilia, l'Arco di Settimio Severo e il Foro di Cesare. Proprio quest'ultimo ne invase gran parte della superficie per l'edificazione della nuova Curia Iulia.

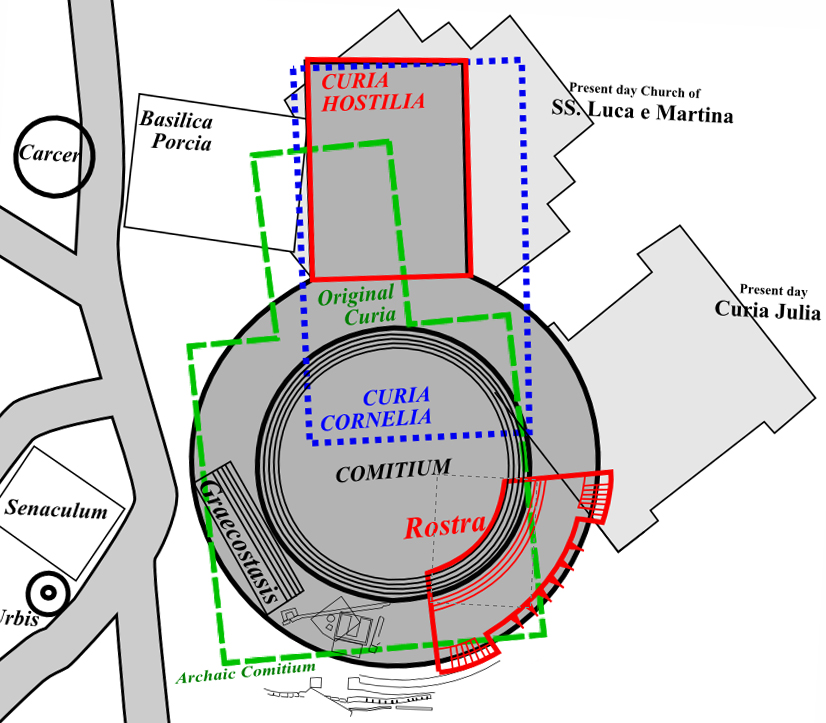
Collocazione di alcuni edifici del foro romano prima dell'intervento cesariano. In rosso l'antica Curia Hostilia, in blu è visibile lo spazio nel comizio occupato dalla Curia Cornelia. A destra è visibile anche la definitiva Curia Iulia.

## Storia
Si racconta che al termine dell'episodio del ratto delle Sabine, Romani e Sabini dopo una dura battaglia decisero di collaborare, stipulando un trattato di pace, varando l'unione tra i due popoli, associando i due regni (quello di Romolo e Tito Tazio), lasciando che la città dove ora era trasferito tutto il potere decisionale continuasse a chiamarsi Roma, anche se tutti i Romani furono chiamati Curiti (in ricordo della patria natia di Tito Tazio, che era Cures) per venire incontro ai Sabini. Contemporaneamente il vicino lago nei pressi dell'attuale Foro romano, fu chiamato in ricordo di quella battaglia e del comandante sabino scampato alla morte (Mezio Curzio), Lacus Curtius, mentre il luogo in cui si conclusero gli accordi tra le due popolazioni, fu chiamato appunto Comitium, che deriva da comite per esprimere l'azione di incontrarsi.
Nel Comizio avevano luogo tutte le funzioni politiche della costituzione romana. Anzi, le sue tre parti, composte in un insieme unico e funzionale, rispecchiavano proprio i tre elementi della repubblica:
1. L'assemblea popolare, che si svolgeva nella piazza circolare coi gradini, attrezzata per le riunioni
2. Il Senato, che si ritrovava nell'attigua Curia Hostilia e nell'area del Senaculum
3. I magistrati, che avevano la propria tribuna nei Rostra.

Fu la zona di maggiore importanza politica del Foro e di Roma stessa dalla fine dell'età regia fino alla tarda età repubblicana, quando gran parte delle funzioni del Comizio passarono alla più ampia piazza del Foro e ad altri edifici che vi si affacciavano.
L'assemblea più antica che vi si teneva era quella dei comizi curiati, cioè dei cittadini romani divisi in curie, che vennero presto svuotati di ogni significato politico. Restarono qui però i comizi tributi, detentori del potere legislativo (che si potevano riunire anche sul Campidoglio). L'altra importante assemblea romana erano i comizi centuriati, che si svolgevano però in un'apposita zona del Campo Marzio, detta Ovilia o Septa.
Non è escluso che le gradinate del Comizio avessero potuto servire anche per spettacoli di gladiatori, che sarebbero tra i più antichi del genere, e che abbia fatto da modello per i successivi anfiteatri.

## Descrizione
Il Comitium era una superficie aperta, per la maggior parte lastricata in travertino, consacrata dagli auguri e orientata secondo i punti cardinali, testimoniata da scrittori antichi e da alcuni resti archeologici, tra i quali vanno annoverati i pozzi rituali, il Lapis niger e i Rostra vetera. 
Aveva una forma circolare e culminava verso sud, coi Rostra, mentre l'altare sacro del Lapis Niger si trovava sul suo bordo accanto ai Rostra. Doveva essere dotato di gradini, del tutto somigliante ai Comizi dei Fori di altre colonie che ci sono pervenuti, come a Cosa e a Paestum (entrambi del 273 a.C.).
La piazza del Comitium comprendeva quindi la Curia Hostilia a nord; poco più a ovest si trovava la basilica Porcia, al di là della quale era collocato il Carcere Mamertino e poco più a sud la Colonna Menia. Il Senaculum, altro luogo di riunione dei senatori, doveva trovarsi sul lato ovest del comizio, mentre la parte sud era chiusa dalla Grecostasi, una piattaforma sopraelevata dove gli ambasciatori stranieri potevano assistere alle riunioni del Senato (il nome deriva probabilmente dai Greci, più importante gruppo etinico straniero a Roma). Accanto, in direzione sud-est, si trovavano i Rostra, la tribuna degli oratori che si chiamava così dal 338 a.C. quando vi furono affissi i rostri staccati dalle navi catturate nella battaglia navale di Anzio.

### Individuazione
Gli edifici che erano sorti al posto del Comizio in epoca imperiale avevano non solo stravolto l'area urbana, ma anche cancellato quasi ogni traccia del venerando luogo. Per rintracciarlo con esattezza ci si è basati sulle fonti scritte e su alcuni elementi conosciuti tramite gli scavi.
Plinio il Vecchio afferma infatti che prima dell'introduzione del più antico orologio solare (nel 263 a.C. durante la prima guerra punica) le ore del giorno principali venivano annunciate da un araldo pubblico che si poneva sui grandini dell'antica Curia Hostilia (prima sede del Senato romano) e annunciava il passaggio del sole tra i Rostra e la Grecostasi, una tribuna riservata agli affari diplomatici, per il mezzogiorno e il passaggio tra la Colonna Menia e il carcere per il tramonto; grazie alla conoscenza esatta della posizione dei Rostra repubblicani e del carcere Mamertino, si è evinto da ciò che la Curia era a nord del Comizio, mentre Rostra e Grecostasi erano a sud. La posizione antica dei Rostra, tra il Comizio e la piazza del Foro, è testimoniata anche da altri autori.

### Monumenti nel Comizio
Col tempo, una gran quantità di statue e monumenti occupò ogni spazio libero nel Comizio. Tra questi c'erano:
- La Cappella della Concordia, in bronzo, nella Grecostasi, eretta nel 304 a.C. dall'edile Gneo Flavio;
- La statua dell'augure Atto Navio, fatta erigere, secondo la tradizione, da Tarquinio Prisco;
- Le statue di Alcibiade e di Pitagora, "il più valoroso e il più saggio dei Greci", della fine del IV secolo a.C.;
- Le statue delle tre Sibille, sui Rostri;
- La statua di Camillo, sui Rostri;
- Le statue di ambasciatori morti durante le loro missioni, in particolare di quelli morti a Fidene dalla Regina Teuta, sui Rostri;
- Il fico ruminale, probabilmente nella piazza stessa.